# Matrici di Pauli

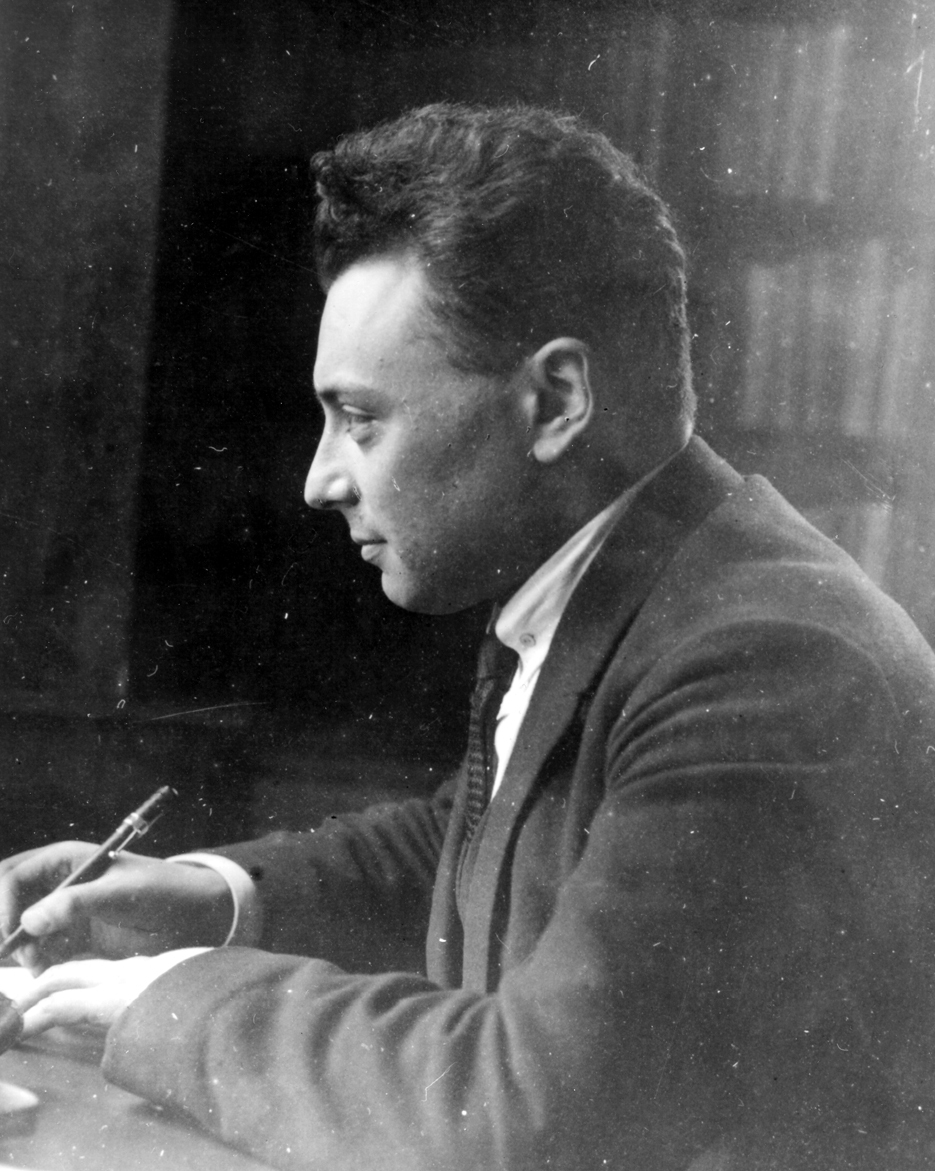
Wolfgang Pauli nel 1924

In meccanica quantistica le matrici di Pauli sono un insieme di matrici 2×2 complesse hermitiane unitarie. Usualmente indicate dalla lettera greca {\displaystyle \sigma } (sigma), esse possono anche essere indicate con {\displaystyle \tau } (tau) quando utilizzate in connessione con la simmetria di isospin. Devono il loro nome al fisico Wolfgang Pauli e sono così definite:
{\displaystyle \sigma _{1}\equiv \sigma _{x}\equiv {\begin{pmatrix}0&1\\1&0\end{pmatrix}}\qquad \sigma _{2}\equiv \sigma _{y}\equiv {\begin{pmatrix}0&-i\\i&0\end{pmatrix}}\qquad \sigma _{3}\equiv \sigma _{z}\equiv {\begin{pmatrix}1&0\\0&{-1}\end{pmatrix}}}

## Proprietà algebriche
Detta {\displaystyle I} la matrice identità, esse soddisfano la seguente uguaglianza:
{\displaystyle \sigma _{1}^{2}=\sigma _{2}^{2}=\sigma _{3}^{2}={\begin{pmatrix}1&0\\0&1\end{pmatrix}}=I}
Inoltre verificano le seguenti relazioni di commutazione ed anticommutazione:
{\displaystyle {\begin{aligned}\,\![\sigma _{i},\sigma _{j}]&=2i\varepsilon _{ijk}\sigma _{k}\\\{\sigma _{i},\sigma _{j}\}&=2\delta _{ij}I\end{aligned}}}
dove {\displaystyle \varepsilon ^{ijk}} è il tensore di Levi-Civita, {\displaystyle \delta _{ij}} è la delta di Kronecker. Le precedenti relazioni possono essere sinteticamente scritte come:
{\displaystyle \sigma _{i}\sigma _{j}=i\,\varepsilon _{ijk}\sigma _{k}+\delta _{ij}\,I}
Infine determinante e traccia sono dati da {\displaystyle (i=1,\,2,\,3)}:
{\displaystyle {\begin{aligned}\det(\sigma _{i})&=-1\\\operatorname {tr} (\sigma _{i})&=0\end{aligned}}}
Dalle relazioni precedenti si ricava semplicemente che gli autovalori delle tre matrici di Pauli sono {\displaystyle \pm 1}.
Le tre matrici così definite, con l'aggiunta dell'identità, formano un insieme completo di matrici, ovvero una base dello spazio delle matrici 2×2 hermitiane:
{\displaystyle A=c_{0}I+c_{1}\sigma _{1}+c_{2}\sigma _{2}+c_{3}\sigma _{3}\ }
Le matrici di Pauli sono proporzionali ai generatori del gruppo SU(2), la cui corrispondente algebra di Lie risulta essere isomorfa all'algebra di Lie del gruppo SO(3) delle rotazioni.

## Fisica

### Rappresentazione dello spin semi-intero
Essendo il gruppo SU(2) il rivestimento universale di SO(3) (il gruppo delle rotazioni nello spazio), si può applicare il risultato ottenuto da Bargmann nel suo sviluppo della teoria delle rappresentazioni proiettive:
- Dato un gruppo di Lie {\displaystyle G} ed il suo corrispondente gruppo coprente {\displaystyle G^{*}}, ogni rappresentazione proiettiva (unitaria) di {\displaystyle G^{*}} induce una rappresentazione proiettiva (unitaria) di {\displaystyle G}

Sia, quindi, {\displaystyle r=(\alpha _{r},{\vec {v}}_{r})}, un elemento di SO(3), con {\displaystyle \alpha _{r}} e {\displaystyle {\vec {v}}_{r}} rispettivamente angolo ed asse di rotazione. Sia, inoltre, {\displaystyle R(r)} una rappresentazione di {\displaystyle r} in SU(2) per spin semi-intero:
{\displaystyle R(r)={\begin{pmatrix}\lambda _{0}-i\lambda _{z}&-\lambda _{y}-i\lambda _{x}\\\lambda _{y}-i\lambda _{x}&\lambda _{0}+i\lambda _{z}\end{pmatrix}}}
dove
{\displaystyle \lambda _{0}=\cos \left({\frac {1}{2}}\,\alpha \right),\quad {\vec {\lambda }}={\vec {v}}\,\mathrm {sen} \left({\frac {1}{2}}\,\alpha \right)}
Si verifica che {\displaystyle R(r)} è una rappresentazione proiettiva di SU(2), e quindi di SO(3), con moltiplicatore {\displaystyle \pm 1}:
{\displaystyle R(r)R(s)=\pm R(rs)}
e quindi le matrici di Pauli possono essere utilizzate per descrivere l'osservabile spin per una particella fermionica.

### Informatica quantistica
In informatica quantistica, le matrici di Pauli sono porte logiche quantistiche agenti sui qubit e sono tra i più importanti operatori a singolo qubit. In questo contesto, la decomposizione di Cartan enunciata sopra è chiamata la "decomposizione Z-Y di una porta logica a singolo qubit". Scegliendo una differente coppia di Cartan si può ottenere l'analoga "decomposizione X-Y di una porta logica a singolo qubit".